# Cavità poplitea

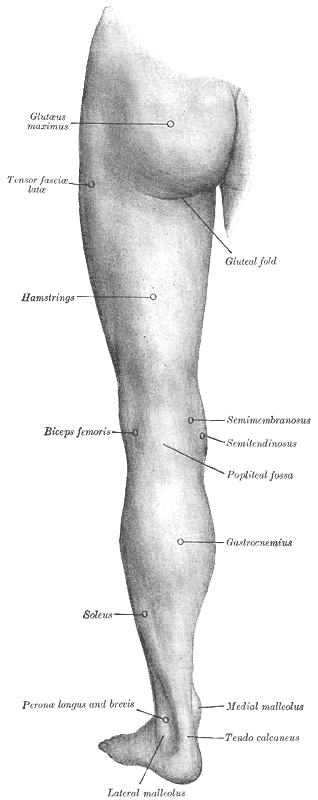
L'arto inferiore sinistro visto da dietro

La cavità poplitea o poplitea (detta anche ascella del ginocchio o dietra o fossa poplitea o losanga poplitea) è una regione dell'arto inferiore situata posteriormente al ginocchio, delimitata prossimalmente dalle estremità distali dei muscoli posteriori della coscia, lateralmente dal bicipite femorale e medialmente dal semimembranoso e il semitendinoso. Distalmente il limite della fossa poplitea è delimitata dal capo laterale e mediale del muscolo gastrocnemio. Superficialmente la fossa poplitea è chiusa dalla fascia poplitea che fa seguito alla fascia lata della coscia. Qui si trovano diversi linfonodi poplitei, i vasi poplitei e rami terminali del nervo ischiatico (nervo tibiale e il nervo peroniero comune)  immersi in tessuto adiposo. Il piano profondo della regione poplitea è rappresentata dalla faccia poplitea del femore, dal muscolo popliteo e dalla superficie posteriore della capsula articolare del ginocchio.

## Descrizione anatomica
Si trova posteriormente al ginocchio tra la coscia e il polpaccio. Essendo la sua forma romboidale, vi si descrivono pertanto:
1. Un triangolo superiore, caratterizzato:
- lateralmente, dal muscolo bicipite femorale;
- medialmente, dai muscoli semimembranoso e semitendinoso.

2. Un triangolo inferiore, costituito dai capi mediale e laterale del muscolo gastrocnemio (che insieme al muscolo soleo forma il tricipite della sura).
Posteriormente tale cavità è chiusa dalla fascia poplitea, tesa a guisa di ponte tra i muscoli che delimitano la cavità stessa, anteriormente è delimitata, in senso craniocaudale, dal femore, dalla capsula articolare del ginocchio e dal muscolo popliteo.
La cavità ospita (divise in due triangoli femorale e tibiale) nervi, tendini e arterie:
- Nervo tibiale
- Nervo peroneo comune
- Vena e arteria poplitea
- Linfonodi poplitei

## Patologie correlate
Possono colpire la fossa e i suoi annessi: cisti poplitee (cisti di Baker), aneurismi dell'arteria poplitea, aneurismi della vena poplitea, sindrome da intrappolamento dell'arteria poplitea.